# Les Petites Robes noires (film)
Pour plus de détails, voir Fiche technique et Distribution.
Les Petites Robes noires (titre original : Ladies in Black) est une comédie dramatique australienne coécrite et réalisée par Bruce Beresford, sortie en 2018.

## Synopsis
Sydney, 1959. Une jeune lycéenne, Lisa, est engagée, en attendant de rentrer à l'université, comme employée au deuxième étage du grand magasin de haute couture F.G. Goode's. Elle sympathise aussitôt avec ses autres collègues vendeuses. Parmi elles, Fay, qui se méfie des immigrants ; Patty, une épouse délaissée par son mari et Magda, une immigrée de Slovénie devenue cheffe de rayon. Leur routine ennuyeuse est bouleversée par une soirée de Nouvel An chez Magda où elle présente deux beaux Hongrois à Fay et Lisa, qui tombent amoureuses d'eux. Quant à Patty, elle retrouve la passion auprès de son époux et tombe enceinte de lui. Au contact de ces femmes, à la recherche de l'amour ou de l'homme parfait, Lisa ouvre les yeux sur un nouveau monde où elle grandira et deviendra adulte. Mais, désirant réaliser son rêve, elle le quittera pour chercher sa propre voie dans les arts pour devenir actrice, poète ou romancière voire les trois à la fois.

## Fiche technique
- Titre original : Ladies in Black
- Titre français : Les Petites Robes noires
- Réalisation : Bruce Beresford
- Scénario : Bruce Beresford et Sue Miliken, d'après le roman éponyme de Madeleine St John
- Montage : Mark Warner
- Musique : Christopher Gordon
- Photographie : Peter James
- Production : Sue Milliken et Allanah Zitserman
- Sociétés de production : Lumila Films Pty Ltd, The Ruskin Company et Ladies in Black SPV Pty Ltd
- Société de distribution : Sony Pictures Classics
- Pays de production :  Australie
- Langue originale : anglais
- Format : couleur
- Genre : comédie dramatique
- Durée : 109 minutes
- Dates de sortie  :
  - États-Unis : 20 septembre 2018
  - France : 4 décembre 2019 (DVD)

## Distribution
- Julia Ormond (VF : Sophie Planet) : Magda
- Angourie Rice (VF : Amandine Vincent) : Lisa
- Rachael Taylor (VF : Caroline Roussel) : Fay
- Ryan Corr (VF : Jonathan Burteaux) : Rudi
- Susie Porter (VF : Jacqueline Berces) : Mrs. Miles
- Shane Jacobson (VF : Stéphane Cornicard) : Mr. Miles
- Noni Hazlehurst : Miss Cartwright
- Nicholas Hammond (VFB : Christophe Hespel) : Mr. Ryder
- Alison McGirr (VF : Léonor Lémée) : Patty
- Vincent Perez (VF : lui-même) : Stefan
- Jesse Hyde : Michael
- Luke Pegler : Frank
- Celia Massingham : Myra
- Genevieve Lemon : Mrs. Wentworth
- Deborah Kennedy : la mère de Myra
- Eliza Logan : Mrs. Crown
- Xanthe Paige : Dawn
- Amy Usherwood : Joy
- Kevin MacIsaac : Bill
- Edmund Lembke-Hogan : Brian
- Trent Baines : Greg
- Laurence Coy : Jim
- Josh Marks : Ray